# Slovinky
Slovinky (Hongaars: Szalánk) is een Slowaakse gemeente in de regio Košice, en maakt deel uit van het district Spišská Nová Ves.
Slovinky telt 1.911 inwoners.